# エド・スクライン
エド・スクライン（Ed Skrein, 1983年3月29日 - ）は、イギリスの俳優、ラッパー。『ゲーム・オブ・スローンズ』への出演で知られている。日本語では「エド・スクレイン」と表記されることもある。

## 経歴
1983年3月29日、カムデンに生まれる。15歳の頃より、水泳のコーチを務める。セントラル・セイント・マーティンズ・カレッジ・オブ・アート・アンド・デザインを卒業した。両親はそれぞれイングランド出身・オーストリア系ユダヤ人である。
「Skrein」名義で『Pre-Emptive Nostalgia』や『The Eat Up』などのレコードをリリース。2013年、テレビドラマ『ゲーム・オブ・スローンズ』に出演する。2015年、映画『トランスポーター イグニション』で主演を務める。

## 私生活
2011年、恋人との間に第一子となる男児 マーリー(Marley)が生まれている。

## 主な出演作品

### 映画
| 公開年 | 邦題 原題                                                             | 役名                               | 備考                  | 吹き替え           |
| ------ | --------------------------------------------------------------------- | ---------------------------------- | --------------------- | ------------------ |
| 2012   | Piggy                                                                 | ジェイミー                         |                       | N/A                |
| 2012   | Ill Manors                                                            | エドワード・“エド”・リチャードソン |                       | N/A                |
| 2012   | The Sweeney                                                           | デヴィッド                         |                       | N/A                |
| 2014   | ノース・ウォリアーズ 魔境の戦い Northmen: A Viking Saga               | ヨール                             |                       | 各務立基           |
| 2015   | バトルフィールド Sword of Vengeance                                   | トレデン                           |                       | 半田裕典           |
| 2015   | タイガー・ハウス Tiger House                                          | カラム                             |                       | 井川秀栄           |
| 2015   | マッド・ドライヴ Kill Your Friends                                    | ダニー・レント                     |                       | 村井雄治           |
| 2015   | トランスポーター イグニション The Transporter Refueled                | フランク・マーティン               |                       | 高橋広樹           |
| 2016   | デッドプール Deadpool                                                 | フランシス / エイジャックス        |                       | 浜田賢二           |
| 2016   | モデル 欲望のランウェイ The Model                                     | シェーン・ホワイト                 |                       | （吹き替え版なし） |
| 2018   | インビジブル 暗殺の旋律を弾く女 In Darkness                           | マーク                             |                       | 三上哲             |
| 2018   | パグ・アクチュアリー ダメな私のワンダフル・ライフ Patrick             | オリバー                           |                       | 伊東隼人           |
| 2018   | TAU/タウ Tau                                                          | アレックス                         | Netflixオリジナル映画 | 高橋広樹           |
| 2018   | ビール・ストリートの恋人たち If Beale Street Could Talk               | ベル                               |                       | （吹き替え版なし） |
| 2019   | アリータ: バトル・エンジェル Alita: Battle Angel                      | ザパン                             |                       | 神谷浩史           |
| 2019   | Born a King                                                           | フィルビー                         |                       | N/A                |
| 2019   | マレフィセント2 Maleficent: Mistress of Evil                          | ボーラ                             |                       | 星野貴紀           |
| 2019   | ミッドウェイ Midway                                                   | ディック・ベスト大尉               |                       | 加瀬康之           |
| 2021   | モナ・リザ アンド ザ ブラッドムーン Mona Lisa and the Blood Moon      | ファズ                             |                       | （吹き替え版なし） |
| 2022   | あの頃輝いていたけれど I Used to Be Famous                            | ヴィンス                           | Netflixオリジナル映画 |                    |
| 2023   | REBEL MOON: パート1 炎の子 Rebel Moon: Part One – A Child of Fire     | アティカス・ノーブル提督           | Netflixオリジナル映画 | 神谷浩史           |
| 2024   | REBEL MOON: パート2 傷跡を刻む者 Rebel Moon: Part Two – The Scargiver | アティカス・ノーブル提督           | Netflixオリジナル映画 | 神谷浩史           |
| 2025   | ジュラシック・ワールド/復活の大地 Jurassic World Rebirth              | ボビー・アトウォーター             | ポストプロダクション  | 玉木雅士           |
| TBA    | Naked Singularity                                                     | クレイグ                           | ポストプロダクション  |                    |

### テレビシリーズ
| 放映年 | 邦題 原題                                | 役名                   | 備考      | 吹き替え |
| ------ | ---------------------------------------- | ---------------------- | --------- | -------- |
| 2013   | トンネル 〜国境に落ちた血 The Tunnel     | アンソニー・ウォルシュ | 計3話出演 |          |
| 2013   | ゲーム・オブ・スローンズ Game of Thrones | ダーリオ・ナハリス     | 計3話出演 | 玉木雅士 |

## ディスコグラフィー

### アルバム
- The Eat Up（2007年）

### EP
- Pre-Emptive Nostalgia（2007年） - ASMとの共作

### シングル
- Mind Out / Once Upon a Skrein（2004年）
- Idols（2005年）

## 日本語吹き替え
神谷浩史が最も多く担当している。
また、神谷はスクラインが『REBEL MOON: パート1 炎の子』のジャパンプレミアイベントで来日した際に対面を果たしており、スクライン本人から「今後も僕の作品すべて演じてほしい」と言われ、公認を受けている。
このほかにも、高橋広樹、玉木雅士、浜田賢二、加瀬康之なども声を当てている。